# Brittney Reese
Brittney Davon Reese, ameriška atletinja, * 9. september 1986, Inglewood, Kalifornija, ZDA.
Nastopila je na poletnih olimpijskih igrah v letih 2008, 2012 in 2016, leta 2012 je osvojila naslov olimpijske prvakinje v skoku v daljino, leta 2016 pa srebrno medaljo. Na svetovnih prvenstvih je osvojila štiri naslove prvakinje v letih 2009, 2011, 2013 in 2017, na svetovnih dvoranskih prvenstvih pa tri naslove v letih 2010, 2012 in 2016.